# 박도현 (야구인)
박도현(朴度炫, 1983년 4월 12일 ~ )은 전 KBO 리그 넥센 히어로즈의 포수이자, 현 KBO 리그 키움 히어로즈의 배터리코치이다. 개명 전 이름은 '박영복(朴永福)'이다.

## 선수 시절

### LG 트윈스시절
2002년에 2차 15순위로 입단하였다. 1군 경기는 2007년과 2009년을 합쳐 15타석밖에 나오지 못했다. 2009년에 김태군의 백업 포수를 맡았다. 2009년 시즌 후 강병우와 함께 이택근을 상대로 현금 트레이드돼 넥센 히어로즈로 이적했다.

### 넥센 히어로즈시절
이적 후 1군 경기를 한 번도 치르지 못했다. 2011년 시즌에도 1군 경기를 한 번도 출전하지 못하고 2011년 시즌 후 방출됐다.

## 야구선수 은퇴 후
2016년부터 화성 히어로즈의 배터리코치로 활동했고, 2017년 8월부터 넥센 히어로즈의 배터리코치로 활동했다.

## 출신 학교
- 남도초등학교
- 성광중학교
- 경북고등학교